# Gelis cyanurus
Gelis cyanurus là một loài tò vò trong họ Ichneumonidae.